# Nueva Independencia, Palenque
Nueva Independencia är en ort i Mexiko.   Den ligger i kommunen Palenque och delstaten Chiapas, i den sydöstra delen av landet, 800 km öster om huvudstaden Mexico City. Nueva Independencia ligger 143 meter över havet och antalet invånare är 155.
Terrängen runt Nueva Independencia är kuperad åt sydväst, men åt nordost är den platt. Runt Nueva Independencia är det ganska glesbefolkat, med 34 invånare per kvadratkilometer. Närmaste större samhälle är El Desierto, 4,5 km norr om Nueva Independencia. Omgivningarna runt Nueva Independencia är en mosaik av jordbruksmark och naturlig växtlighet.